# Егосьорфінг
Егосьорфінг (також пошук за марнославством, егопошук, егоґуґлінг, автоґуґлінг, самоґуґлінг) — практика пошуку власного імені або псевдоніма в популярній пошуковій системі з метою перегляду результатів. Відповідно, егосьорфер — це людина, яка переглядає Інтернет у пошуках згадок про себе, щоб дізнатися, яка інформація з'являється. Ця практика стала дедалі популярнішою з поширенням пошукових систем, а також безкоштовних сервісів для блогів і вебхостингу. Хоча найчастіше при згадці егосьорфінгу мають на увазі Google, також широко відомими пошуковими системами є Yahoo, Bing і DuckDuckGo.
Термін був придуманий Шоном Картоном у 1995 році та вперше з’явився в друкованому вигляді як запис у рубриці Jargon Watch Гарета Бранвіна в березневому випуску журналу Wired за 1995 рік.
Багато людей займаються егосьорфінгом з різних причин. Згідно з дослідженням проєкту Pew Internet & American Life, 447 % дорослих користувачів Інтернету у США здійснювали пошук свого імені в Google або іншій пошуковій системі. Деякі займаються егосьорфінгом виключно заради розваги, наприклад, щоб знайти знаменитостей з таким самим ім’ям. Однак багато людей використовують егосьорфінг як засіб керування своєю онлайн-репутацією. Егосьорфінг може допомогти виявити витоки даних або поширену інформацію, яку небажано залишати у відкритому доступі. Шукаючи власне ім’я в пошуковій системі, можна поглянути на себе очима сторонньої особи, яка намагається знайти особисту інформацію. Деякі користуються егосьорфінгом, щоб приховати особисті фотографії чи дані від потенційних роботодавців, клієнтів, викрадачів особистості тощо. Подібним чином дехто використовує егосьорфінг для підтримки позитивного публічного іміджу та самопросування.
Багато соціальних мереж, таких як Facebook, дозволяють користувачам робити свої профілі «доступними для пошуку», тобто такими, що з’являються у відповідних результатах пошуку. У зв’язку з цим ті, хто прагне зберегти конфіденційність, часто вдаються до егосьорфінгу, щоб переконатися, що їхній профіль не відображається в результатах пошукових систем. Зі зростанням кількості людей, які створюють онлайн-персони, дедалі більше користувачів відчувають потребу уважніше стежити за своїм цифровим слідом, зокрема за інформацією, яку вони свідомо не розміщували в мережі, такою як номери телефонів чи публічні записи.
Хоча видалити особисту інформацію з Інтернету буває складно, у 2009 році Google запровадила функцію, яка дозволяє користувачам створити невелике вікно з особистими даними, такими як ім’я, професія та місце проживання. Це вікно відображається на першій сторінці результатів пошуку за іменем користувача. Воно містить посилання на повний профіль, подібний до профілю у Facebook. Цей профіль Google можна пов’язати з іншими соціальними мережами, наприклад із блогом, сайтом компанії або стрічкою Twitter. Чим більше інформації вказано в Google-профілі, тим вище ранжуватиметься це інформаційне вікно в пошукових результатах. Таким чином, користувачів фактично заохочують розміщувати особисту інформацію в Інтернеті та продовжувати егосьорфінг.